# Acanthochaetetes wellsi
Acanthochaetetes wellsi är en svampdjursart som beskrevs av Hartman och Goreau 1975. Acanthochaetetes wellsi ingår i släktet Acanthochaetetes och familjen Acanthochaetetidae. Inga underarter finns listade i Catalogue of Life.